# 마루한
마루한(Maruhan, マルハン)은 한창우가 1957년에 설립한 일본의 오락 복합기업이다. 교토부 교토시 카미쿄구(교토 본사)와 도쿄도 치요다구 마루노우치(도쿄 본사)에 본사를 두고 파칭코홀 '마루한'을 중심으로 볼링장, 어뮤즈먼트, 영화관도 운영하는 종합 엔터테인먼트 기업이다.
2023년 3월 연결 매출은 1조 3,196억엔, 기업 브랜드 메시지는 '인생에 요로코비를'이다.

## 참고 문헌
- Clark, Heather A. (2020). 《Beyond Borders, Beyond Banking: The ACLEDA Bank Story, 2005-2019》 (영어). Singapore: Springer Nature. ISBN 978-981-15-1687-0.
- Pakhomov, Oleg (2017). 《Self-Referentiality of Cognition and (De)Formation of Ethnic Boundaries: A Comparative Study on Korean Diaspora in Russia, China, the United States and Japan》 (영어). Singapore: Springer Nature. ISBN 978-981-10-5505-8.